# Euxoa japonica
Euxoa japonica là một loài bướm đêm trong họ Noctuidae.